# علی درخشان (بازیکن فوتبال)
علی درخشان (زادهٔ ۲۸ بهمن ۱۳۷۷) بازیکن فوتبال اهل ایران است که برای باشگاه فوتبال هوادار در لیگ برتر خلیج فارس بازی می‌کند.